# Euphorbia pteroneura
Euphorbia pteroneura är en törelväxtart som beskrevs av Alwin Berger. Euphorbia pteroneura ingår i släktet törlar, och familjen törelväxter. Inga underarter finns listade i Catalogue of Life.

## Bildgalleri

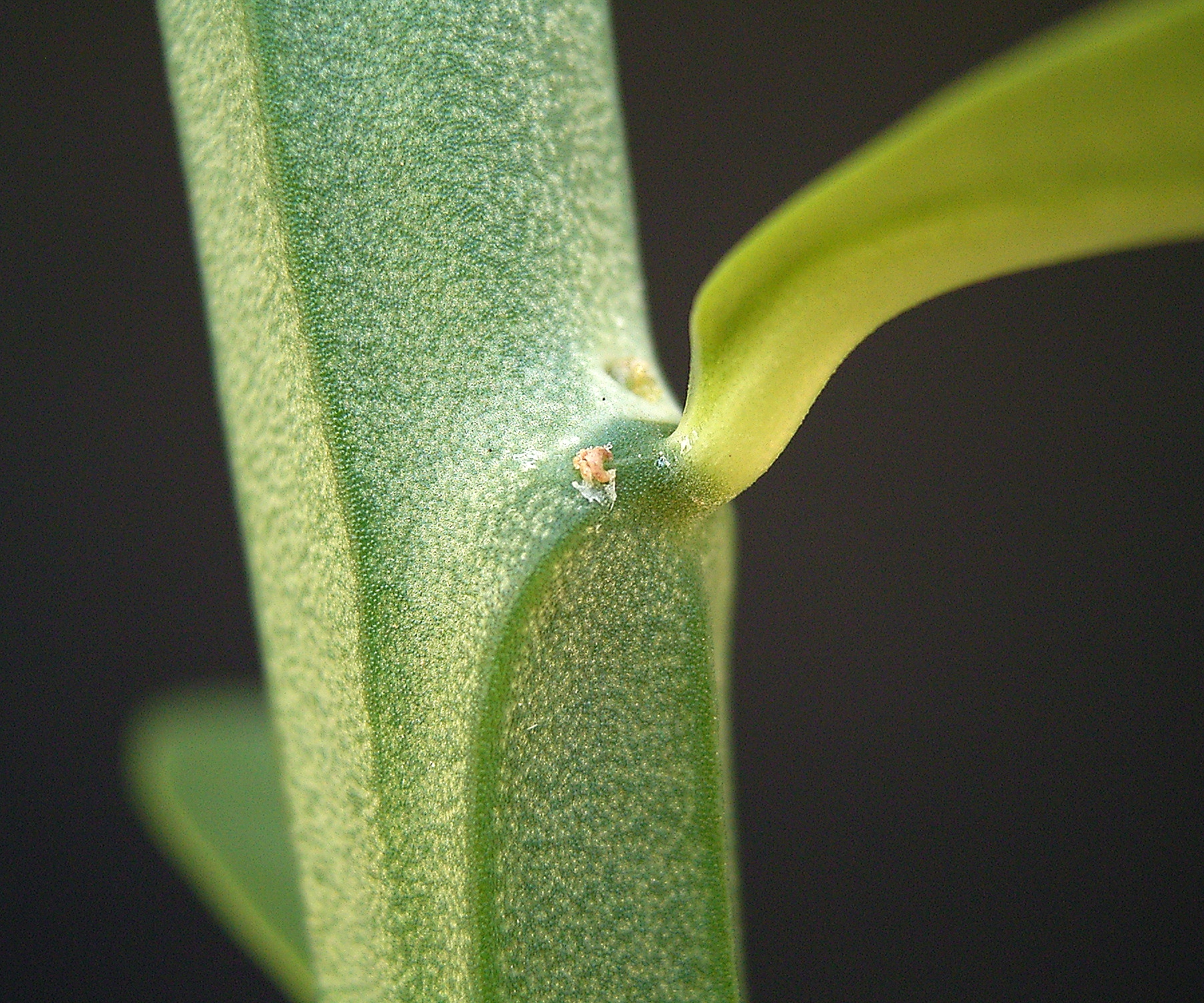
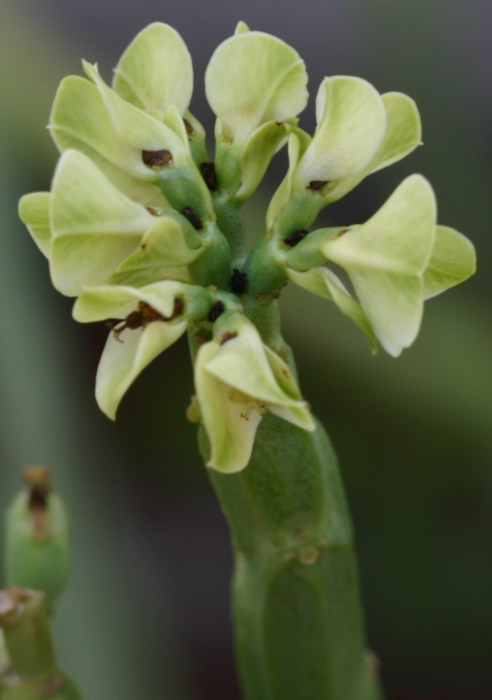
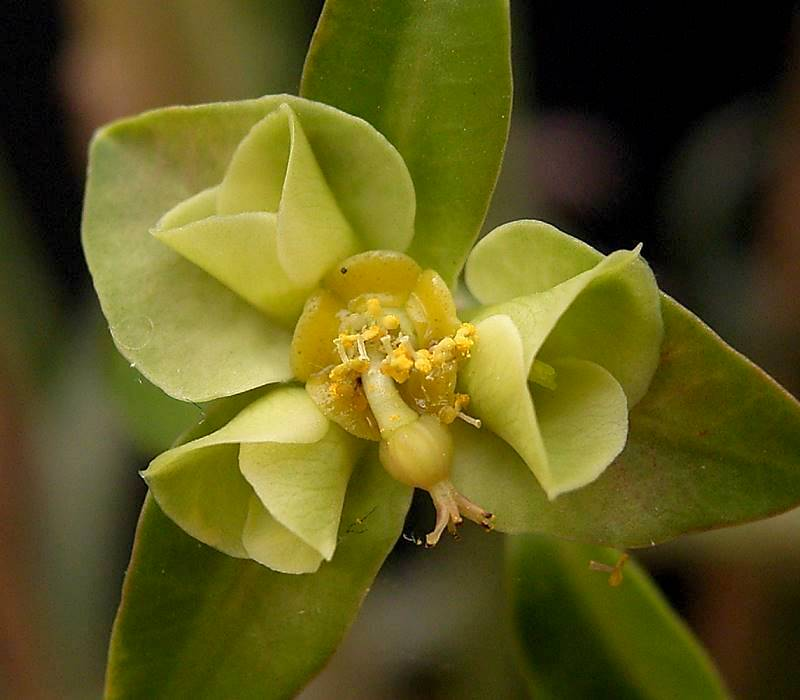
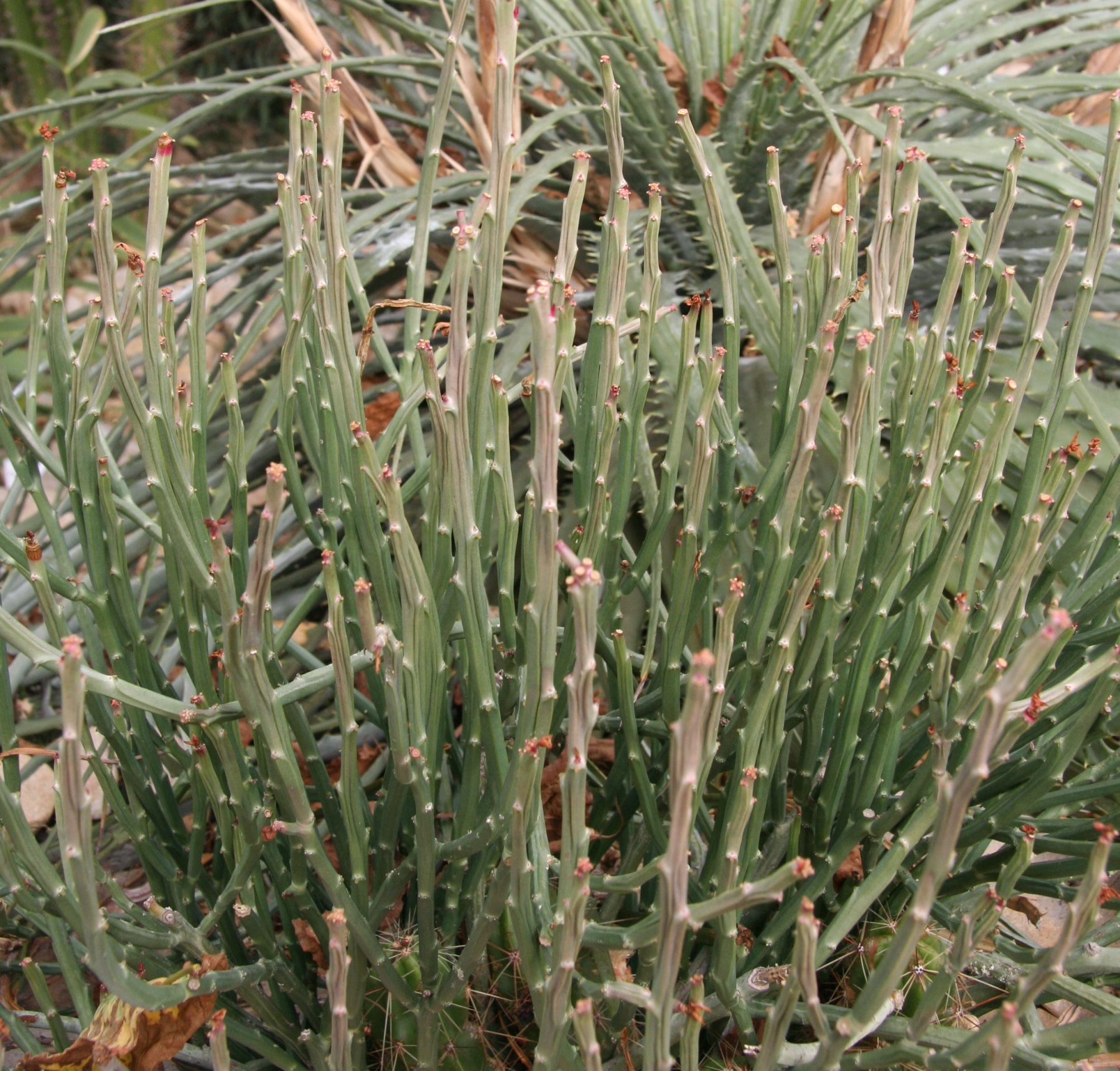
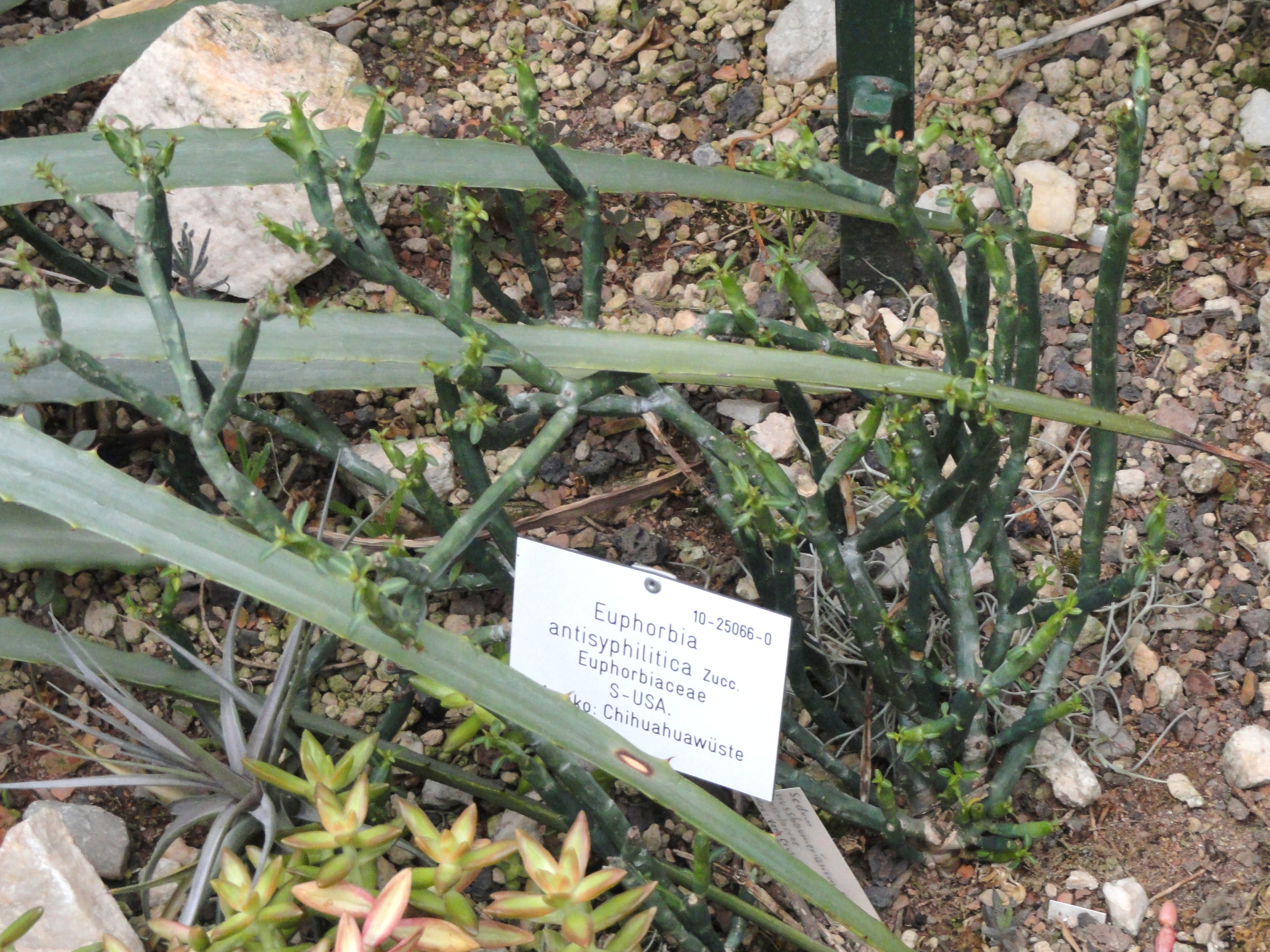